# 조선민주주의인민공화국 원
조선민주주의인민공화국 원(朝鮮民主主義人民共和國圓) 또는 북한 원은 조선민주주의인민공화국에서 통용되는 화폐이다. 1원은 100전에 해당한다. 조선민주주의인민공화국 원은 조선민주주의인민공화국 중앙은행에 의해 발행된다. 다만, 환율의 가치를 볼 때 조선민주주의인민공화국 100원은 대한민국 돈으로 약 135원 내외를 가지고 있는 가치가 되므로 1KPW = 1.35KRW의 가치를 두고 있는 등가를 가지고 있는 셈이지만 실제 가치는 조선민주주의인민공화국 원이 대한민국 원보다 7배 정도 싸다.

## 역사
조선민주주의인민공화국 원은 1947년 12월 6일에 조선민주주의인민공화국의 공식 통화로 지정되었다. 1947년 12월 5일까지는 조선 엔과 붉은 군대 사령부의 원이 사용되었다.
한편 2009년 11월 30일 조선민주주의인민공화국은 화폐개혁을 실행해 기존의 100원이 1원으로 바뀌게 되었다. 또한 영국 주재 조선민주주의인민공화국 대사가 초기의 화폐개혁의 일부분이 실패했다고 말하였다. 한편 조선중앙통신은 2010년 3월 29일에 최초로 화폐개혁에 대해 공식적으로 언급하였다.

## 화폐 개혁과 부작용
2009년 11월 30일 조선민주주의인민공화국은 숨어있는 재산을 끌어내기 위해 화폐를 개혁하였다. 그러나 얼마 지나지 않아 부작용이 나타나기 시작하였는데 특히 장마당에서 더 두드러졌다. 조선민주주의인민공화국 원 대신 달러나 인민폐가 더 활발하게 유통되었다. 2015년 8월에 중국중앙은행이 인민폐를 평가절하하는 조치가 내려지면서 불확실한 인민폐보다 달러를 더 선호하는 추세로 가고있다.

## 현행 화폐

### 현행 지폐
| 그림 | 그림 | 액면   | 크기        | 색상 | 발행 연도 | 설명                                                              | 설명                   |
| 앞면 | 뒷면 | 액면   | 크기        | 색상 | 발행 연도 | 앞면                                                              | 뒷면                   |
| ---- | ---- | ------ | ----------- | ---- | --------- | ----------------------------------------------------------------- | ---------------------- |
|      |      | 5000원 | 143 × 55 mm | 갈색 | 2013년    | 만경대 고향집                                                     | 국제친선전람관         |
|      |      | 5000원 | 143 × 55 mm | 갈색 | 2008년    | 김일성 초상화                                                     | 만경대 김일성 생가     |
|      |      | 2000원 | 143 × 55 mm | 파랑 | 2008년    | 백두산 밀영 (조선민주주의인민공화국에서 선전하는 김정일의 출생지) | 백두산 천지            |
|      |      | 1000원 | 143 × 55 mm | 빨강 | 2008년    | 김정숙 생가                                                       | 삼지연                 |
|      |      | 500원  | 143 × 55 mm | 회색 | 2008년    | 평양 개선문                                                       | 액면 숫자              |
|      |      | 200원  | 143 × 55 mm | 보라 | 2008년    | 천리마동상                                                        | 액면 숫자              |
|      |      | 100원  | 143 × 55 mm | 녹색 | 2008년    | 함박꽃나무 (조선민주주의인민공화국의 국화)                        | 액면 숫자              |
|      |      | 50원   | 143 × 55 mm | 보라 | 2002년    | 노동자, 농민, 지식인, 주체사상탑                                  | 당창건기념탑           |
|      |      | 10원   | 143 × 55 mm | 녹색 | 2002년    | 조선인민군 육군·해군·공군 병사, 조선인민군 휘장                   | 조국해방전쟁승리기념탑 |
|      |      | 5원    | 143 × 55 mm | 파랑 | 2002년    | 학생과 과학자, 지구와 원자                                        | 수력 발전소            |

### 현행 동전
다음과 같은 동전들은 모두 알루미늄으로 제조되었으며 2002년에 발행되었다. 현재 발행되고 있는 동전들은 다음과 같다.
- 1전 (국장 / 철쭉)
- 5전 (국장 / 목련)
- 10전 (국장 / 진달래)
- 50전 (국장 / 김정일화)
- 1원 (국장 / 김일성화)

## 옛 화폐

### 옛 지폐
| 제1차 발행분 (1947년) | 제1차 발행분 (1947년) | 제1차 발행분 (1947년) | 제1차 발행분 (1947년) | 제1차 발행분 (1947년) | 제1차 발행분 (1947년) | 제1차 발행분 (1947년)     | 제1차 발행분 (1947년)               |
| 그림                  | 그림                  | 액면                  | 크기                  | 색상                  | 설명                  | 설명                      | 비고                                |
| 앞면                  | 뒷면                  | 액면                  | 크기                  | 색상                  | 앞면                  | 뒷면                      | 비고                                |
| --------------------- | --------------------- | --------------------- | --------------------- | --------------------- | --------------------- | ------------------------- | ----------------------------------- |
|                       |                       | 100원                 | 170 × 94 mm           | 빨강                  | 농민과 노동자         | "민주조선" 글자, 액면, 산 |                                     |
|                       |                       | 10원                  | 135 × 73 mm           | 연두                  | 농민과 노동자         | "민주조선" 글자, 액면, 산 | 한국 전쟁 이전 (시크릿 마크가 없음) |
|                       |                       | 10원                  | 135 × 73 mm           | 연두                  | 농민과 노동자         | "민주조선" 글자, 액면, 산 | 한국 전쟁 이후 (시크릿 마크가 있음) |
|                       |                       | 5원                   | 128 × 69 mm           | 파랑                  | 농민과 노동자         | "민주조선" 글자, 액면, 산 | 한국 전쟁 이전                      |
|                       |                       | 5원                   | 128 × 69 mm           | 파랑                  | 농민과 노동자         | "민주조선" 글자, 액면, 산 | 한국 전쟁 이후                      |
|                       |                       | 1원                   | 113 × 59 mm           | 주황                  | 농민과 노동자         | "민주조선" 글자, 액면, 산 |                                     |
|                       |                       | 50전                  | 100 × 53 mm           | 파랑                  | 액면                  | "민주조선" 글자, 액면     |                                     |
|                       |                       | 20전                  | 88 × 42 mm            | 연두                  | 액면                  | "민주조선" 글자, 액면     |                                     |
|                       |                       | 15전                  | 87 × 41 mm            | 갈색                  | 액면                  | "민주조선" 글자, 액면     |                                     |

| 제2차 발행분 (1959년) | 제2차 발행분 (1959년) | 제2차 발행분 (1959년) | 제2차 발행분 (1959년) | 제2차 발행분 (1959년) | 제2차 발행분 (1959년) | 제2차 발행분 (1959년) |
| 그림                  | 그림                  | 액면                  | 크기                  | 색상                  | 설명                  | 설명                  |
| 앞면                  | 뒷면                  | 액면                  | 크기                  | 색상                  | 앞면                  | 뒷면                  |
| --------------------- | --------------------- | --------------------- | --------------------- | --------------------- | --------------------- | --------------------- |
|                       |                       | 100원                 | 250 × 96 mm           | 연두                  | 공장                  | 금강산                |
|                       |                       | 50원                  | 191 × 90 mm           | 보라                  | 평양 대동강과 철교    | 쌀을 수확하는 농민    |
|                       |                       | 10원                  | 158 × 70 mm           | 빨강                  | 대동문                | 사과를 수확하는 농민  |
|                       |                       | 5원                   | 156 × 68 mm           | 녹색                  | 김일성종합대학        | 액면                  |
|                       |                       | 1원                   | 150 × 64 mm           | 주황                  | 어선                  | 액면                  |
|                       |                       | 50전                  | 130 × 60 mm           | 파랑                  | 액면                  | 액면                  |

제3차 발행분의 경우에는 100원 이외의 지폐에 한해 뒷면에 새겨진 인장에 따라 사회주의 국가 출신 방문자 전용, 자본주의 국가 출신 방문자 전용 지폐로 구별했다. 인장 표시가 없는 지폐는 조선민주주의인민공화국 국민 전용 지폐로 사용되었다.
| 제3차 발행분 (1978년) | 제3차 발행분 (1978년) | 제3차 발행분 (1978년) | 제3차 발행분 (1978년) | 제3차 발행분 (1978년) | 제3차 발행분 (1978년)                   | 제3차 발행분 (1978년)                       |
| 그림                  | 그림                  | 액면                  | 크기                  | 색상                  | 설명                                    | 설명                                        |
| 앞면                  | 뒷면                  | 액면                  | 크기                  | 색상                  | 앞면                                    | 뒷면                                        |
| --------------------- | --------------------- | --------------------- | --------------------- | --------------------- | --------------------------------------- | ------------------------------------------- |
|                       |                       | 100원                 | 170 × 84 mm           | 분홍                  | 김일성 초상화                           | 만경대 김일성 생가                          |
|                       |                       | 50원                  | 160 × 79 mm           | 진한 녹색             | 군인, 농민, 지식인, 노동자, "주체" 글자 | 백두산과 호수                               |
|                       |                       | 10원                  | 150 × 75 mm           | 갈색                  | 천리마동상                              | 공장                                        |
|                       |                       | 5원                   | 140 × 69 mm           | 진한 파랑             | 노동자와 농민, 톱니바퀴, 공장           | 금강산                                      |
|                       |                       | 1원                   | 130 × 65 mm           | 분홍, 녹색            | 어린이와 학생                           | 《꽃파는 처녀》에 등장하는 꽃분이, 파르티잔 |

| 제4차 발행분 (1992년 ~ 2009년) | 제4차 발행분 (1992년 ~ 2009년) | 제4차 발행분 (1992년 ~ 2009년) | 제4차 발행분 (1992년 ~ 2009년) | 제4차 발행분 (1992년 ~ 2009년) | 제4차 발행분 (1992년 ~ 2009년) | 제4차 발행분 (1992년 ~ 2009년)                    | 제4차 발행분 (1992년 ~ 2009년) |
| 그림                           | 그림                           | 액면                           | 크기                           | 색상                           | 발행 연도                      | 설명                                              | 설명                           |
| 앞면                           | 뒷면                           | 액면                           | 크기                           | 색상                           | 발행 연도                      | 앞면                                              | 뒷면                           |
| ------------------------------ | ------------------------------ | ------------------------------ | ------------------------------ | ------------------------------ | ------------------------------ | ------------------------------------------------- | ------------------------------ |
|                                |                                | 5000원                         | 155 × 75 mm                    | 보라                           | 2006년                         | 김일성 초상화                                     | 만경대 김일성 생가             |
|                                |                                | 5000원                         | 155 × 75 mm                    | 보라                           | 2002년                         | 김일성 초상화                                     | 만경대 김일성 생가             |
|                                |                                | 1000원                         | 155 × 75 mm                    | 청록                           | 2006년                         | 김일성 초상화                                     | 만경대 김일성 생가             |
|                                |                                | 1000원                         | 155 × 75 mm                    | 청록                           | 2002년                         | 김일성 초상화                                     | 만경대 김일성 생가             |
|                                |                                | 500원                          | 155 × 75 mm                    | 진한 녹색                      | 2007년                         | 금수산태양궁전                                    | 청류교                         |
|                                |                                | 500원                          | 155 × 75 mm                    | 진한 녹색                      | 1998년                         | 금수산태양궁전                                    | 청류교                         |
|                                |                                | 200원                          | 139 × 73 mm                    | 청록                           | 2005년                         | 함박꽃나무 (조선민주주의인민공화국의 국화)        | 액면                           |
|                                |                                | 100원                          | 155 × 75 mm                    | 적갈색                         | 1992년                         | 김일성 초상화                                     | 만경대 김일성 생가             |
|                                |                                | 50원                           | 144 × 70 mm                    | 갈색                           | 1992년                         | 노동자, 농민, 지식인, 주체사상탑                  | 백두산                         |
|                                |                                | 10원                           | 134 × 65 mm                    | 갈색, 주황색                   | 1998년                         | 공장 노동자, 천리마동상                           | 서해갑문                       |
|                                |                                | 10원                           | 134 × 65 mm                    | 갈색, 주황색                   | 1992년                         | 공장 노동자, 천리마동상                           | 서해갑문                       |
|                                |                                | 5원                            | 125 × 60 mm                    | 파랑                           | 1998년                         | 학생과 지구본, 만경대학생소년궁전, 김일성종합대학 | 인민대학습당                   |
|                                |                                | 5원                            | 125 × 60 mm                    | 파랑                           | 1992년                         | 학생과 지구본, 만경대학생소년궁전, 김일성종합대학 | 인민대학습당                   |
|                                |                                | 1원                            | 115 × 55 mm                    | 녹색                           | 1992년                         | 《꽃파는 처녀》에 등장하는 꽃분이                 | 금강산과 피리 부는 선녀        |

### 옛 동전
다음과 같은 동전들은 모두 알루미늄으로 제조되었다. 과거에 발행된 동전들은 다음과 같다.
- 1959년 발행분
  - 1전 (국호, 국장, 액면, 발행 연도 / 액면)
  - 5전 (국호, 국장, 액면, 발행 연도 / 액면)
  - 10전 (국호, 국장, 액면, 발행 연도 / 액면)
- 1978년 발행분
  - 50전 (국호, 국장, 액면, 발행 연도 / 천리마동상, 태양, 발행 연도)
- 1987년 발행분
  - 1원 (국호, 국장, 액면, 발행 연도 / 인민대학습당)
- 2005년 발행분
  - 5원 (국호, 국장, 액면, 발행 연도 / 액면)
  - 10원 (국호, 국장, 액면, 발행 연도 / 액면)
  - 50원 (국호, 국장, 액면, 발행 연도 / 액면)
  - 100원 (국호, 국장, 액면, 발행 연도 / 액면)

1959년에 발행된 전 단위 동전에는 동전에 새겨진 별의 개수마다 유통이 가능한 동전으로 구분했다. 별이 없는 동전은 조선민주주의인민공화국 국민 전용, 별 1개가 새겨진 동전은 사회주의 국가 출신 방문자 전용, 별 2개가 새겨진 동전은 자본주의 국가 출신 방문자 전용으로 사용되었지만 시간이 지나면서 별 표시에 관계 없이 유통이 가능해졌다.

## 같이 보기
- 대한민국 원
- 한국 화폐 단위 어원
- 조선민주주의인민공화국의 경제